# Axenyllodes microphthalmus
Axenyllodes microphthalmus is een springstaartensoort uit de familie van de Odontellidae. De wetenschappelijke naam van de soort is voor het eerst geldig gepubliceerd in 1996 door Fjellberg.